# Marcel Bibiri-Sturia
Marcel Bibiri-Sturia (n. 1889, București – d. 1973) a fost un publicist român.

## Volume publicate
- 1915 Creșterea influenței économice germane în România
- 1916 Germania în România: eri, azi, mâine
- 1917 Der Rumäne Marcel Bibiri-Sturia über Deutschlands Arbeit in Rumänien
- 1920 Asasinatul Zinaidei Spinescu
- 1932 Ceasul capitalismului a sunat?

## Galerie

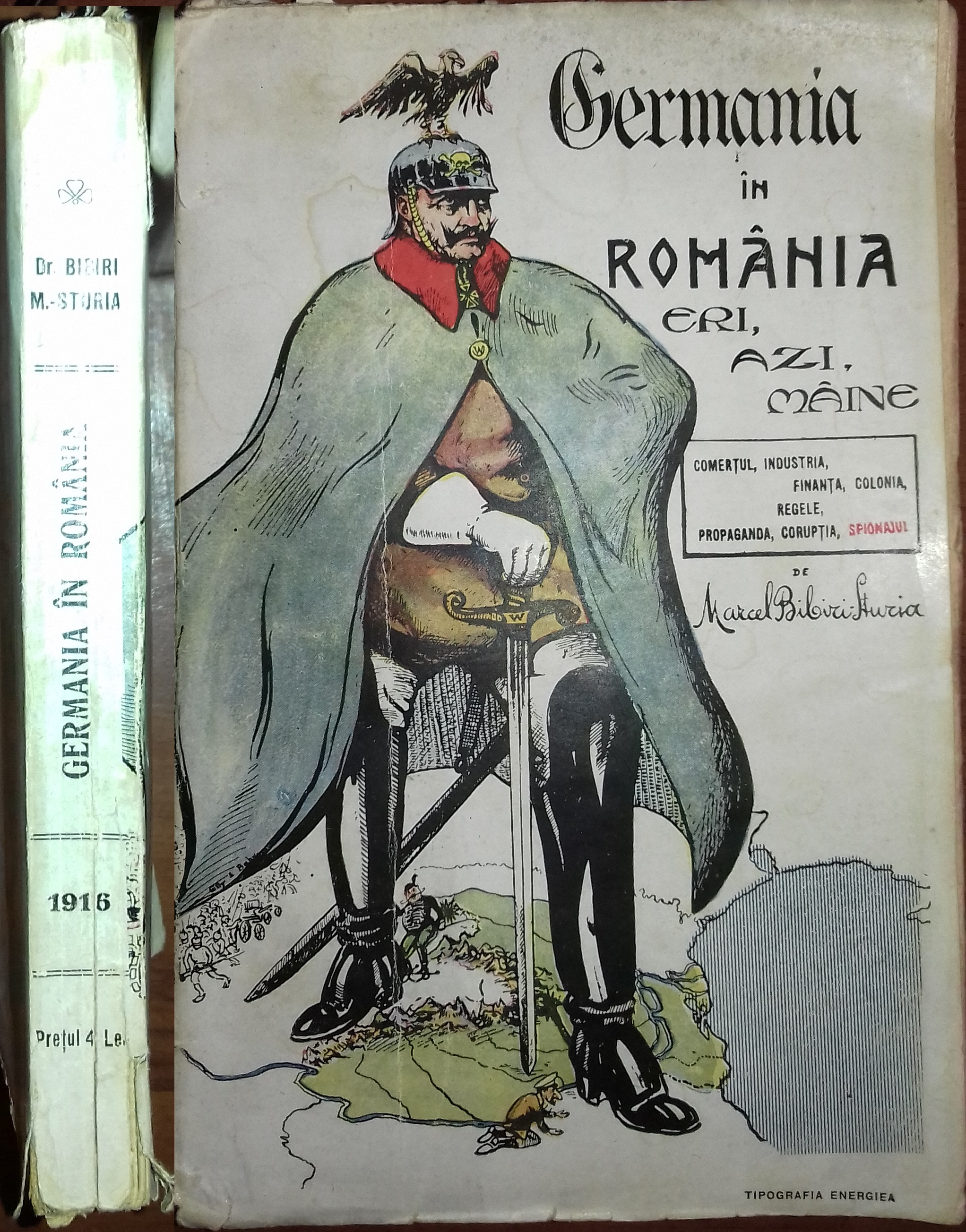
Germania în România: eri, azi, mâine (1916)